# 五书卷
《五书卷》（希伯來語：‎）属于《希伯来圣经》的第三部分《聖錄》，传统上包括以下五卷：《雅歌》、《路得记》、《耶利米哀歌》、《传道书》和《以斯帖记》。
在许多犹太社区，在犹太会堂中在节日有公开诵读《五书卷》的传统：
1. 《雅歌》（שיר השירים）阿什肯纳兹犹太人在逾越节的安息日公开诵读。大部分东方犹太人在每周安息日开始时诵读。
2. 《路得记》（רות）阿什肯纳兹犹太人在五旬节早晨诵读律法书之前，先诵读路得记。
3. 《耶利米哀歌》（איכה）所有犹太人社区在一年一度圣殿节（Ninth of Av）诵读。
4. 《传道书》（קהלת) 阿什肯纳兹犹太人在住棚节诵读。
5. 《以斯帖记》（אסתר）所有犹太人在普珥节诵读两次（当天晚上和次日早晨）。

《五书卷》中只有2卷为所有犹太社区所诵读：在普珥节诵读《以斯帖记》，在一年一度圣殿节诵读《耶利米哀歌》。在犹太人三大节期（שלוש רגלים，Shalosh regalim）──逾越节、五旬节、住棚节诵读另外三卷也很普遍，但是并非适用于全体犹太人：阿什肯納茲猶太人举行庄严的仪式，但是许多赛法迪犹太人在三大节期并不诵读这三卷圣经。